# Classe Brooklyn
A Classe Brooklyn foi uma classe de cruzadores rápidos inicialmente operada pela Marinha dos Estados Unidos, composta pelo USS Brooklyn, USS Philadelphia, USS Savannah, USS Nashville, USS Phoenix, USS Boise, USS Honolulu, USS St. Louis e USS Helena. Suas construções começaram em 1935 e 1936, foram lançados ao mar entre 1936 e 1938 e comissionados na frota norte-americana de 1937 a 1939. O projeto da classe foi baseado na Classe New Orleans de cruzadores pesados e foi limitado em tamanho pelos termos do Tratado Naval de Londres, com o número do seu armamento sendo influenciado pela Classe Mogami da Marinha Imperial Japonesa.
Os cruzadores da Classe Brooklyn eram armados com uma bateria principal composta por quinze canhões de 152 milímetros montados em cinco torres de artilharia triplas. Tinham um comprimento de fora a fora de 185 metros, boca de dezenove metros, calado de sete metros e um deslocamento carregado de mais de doze mil toneladas. Seus sistemas de propulsão eram compostos por oito caldeiras a óleo combustível que alimentavam quatro conjuntos de turbinas a vapor, que por sua vez giravam quatro hélices até uma velocidade máxima de 32 nós (59 quilômetros por hora). Os navios também tinham um cinturão principal de blindagem com 83 a 127 milímetros de espessura.
Os membros da Classe Brooklyn tiveram carreiras tranquilas nos tempos de paz, consistindo principalmente de exercícios de treinamento de rotina. Os Estados Unidos entraram na Segunda Guerra Mundial e os navios atuaram tanto no Oceano Atlântico quanto no Oceano Pacífico, participando de diferentes ações durante as campanhas do Norte da África, Guadalcanal, Ilhas Salomão, Nova Guiné, Sicília, Itália, Ilhas Marianas e Palau, Filipinas e Ilhas Vulcano e Ryūkyū. O Helena foi o único membro da classe a ser perdido na guerra, sendo afundado na Batalha do Golfo de Kula em julho de 1943. Os cruzadores sobreviventes foram descomissionados entre 1946 e 1947 após a guerra.
Seis embarcações foram vendidas para países da América do Sul no início da década de 1950. O Phoenix e o Boise para a Armada Argentina, sendo renomeados para General Belgrano e Nueve de Julio; o Philadelphia e St. Louis para a Marinha do Brasil, renomeados para Barroso e Tamandaré; e o Brooklyn e Nashville para a Armada do Chile, tornando-se o O'Higgins e o Chacabuco. O Savannah e o Honolulu permaneceram na reserva até serem desmontados em 1959. O General Belgrano foi afundado em maio de 1982 durante a Guerra das Malvinas. Os outros foram desmontados nas décadas de 1970 e 1980, com exceção do O'Higgins, que serviu até 1992 e afundou à caminho do desmonte.